# Eremopyrum orientale
Eremopyrum orientale là một loài thực vật có hoa trong họ Hòa thảo. Loài này được (L.) Jaub. & Spach mô tả khoa học đầu tiên năm 1851.